# Protodictya chilensis
Protodictya chilensis är en tvåvingeart som beskrevs av Malloch 1933. Protodictya chilensis ingår i släktet Protodictya och familjen kärrflugor. Inga underarter finns listade i Catalogue of Life.